# Eugène François Vidocq
Eugène François Vidocq (24 Julij, 1775 – 11 Maj, 1857) je bil francoski kriminalec in kriminalist čigava življenjska zgodba je navdušila številne pisce, vključno z Victorjem Hugo in Honoré de Balzac. Bivši kriminalec je postal ustanovitelj in prvi direktor kriminalistične službe Sûreté Nationale in vodja prve zasbne detektivske agencije. Vidocq šteje za očeta moderne kriminologije in francoske policijske ustanove. Obravnavan je tudi kot prvi zasebni detektiv.

### Življenjepis
Eugène François Vidocq je bil rojen proti večeru iz dneva 23.julij na 24.julij leta 1775 kot tretji otrok pekarja Nicolas Joseph François Vidocq ( 1744-1799 ) in njegove žene Henriette Françoise Vidocq (1744–1824).
Zelo malo je znanega iz njegovega otroštva. Večina temelji na avtobiografijo in nekaj francoskih dokumentov iz svojih arhivov. Njegov oče je bil zelo izobražen in za tiste čase zelo premožen saj je trgoval tudi s koruzo. Vidocq je imel dva starejša brata ( eden od teh je umrl pred njegovim rojstvom ), dva mlajša brata in dve mlajši sestri.
Vidocqova najstniška leta so bila zelo turbolentna. Pravijo, da je veljal za neustrašnega, neutesanega, prebrisanega, zelo talentiranega ampak tudi zelo lenega. Veliko časa je prebival v orožarnah v Arras in si je prislužil sloves kot fenomenalen sabljar z nadimkom le Vautrin (nori bober). S krajo, si je prislužil tudi določeno mero udobnosti.
Ko je imel Vidocq 13 let je ukradel srebrnino od staršev in zaslužek porabil v roku dneva. Tri dni potem ko je odšel je bil aretiran in priveden v lokalni zapor BAUDETS. Samo deset dni kasneje je izvedel da je njegov oče tisti, ki je aranžiral njegovo aretacijo z namenom da bi ga podučil lekcije. Po dveh tednih je bil izpuščen iz zapora ampak tudi ta izkušnja ga ni ukrotila.
Pri štirinajstih letih, je ukradel veliko količino denarja iz blagajne v pekarni njegovegih staršev in odšel v Ostend, kjer je poskusil se vkacati za Ameriki vendar je eno noč bil ogoljufan in se znašel nenadoma brez ficka. Da bi preživel je delal v skupini zabavljačev. Kljub rednemu pretepanju, je delal dovolj močno, da je napredoval iz stabilnega fanta do karibskega Cannibala, ki je surovo meso. Njegov želodec ni zdržal tega zelo dolgo, zato je vklopljen v skupino lutkarjev. Vendar pa je bil izgnan iz njih, ker se je spogledoval z mlado ženo svojega delodajalca. Nato je delal nekaj časa kot asistent, ampak takoj, ko so se približali Arras, se je vrnil k svojim staršem in prosil odpuščanja. Bil je sprejet s strani matere z odprtimi rokami. 
10. marca leta 1791 se je prijavil v polko Bourbna, kjer je bil potrjen njegov ugled kot fenomenalen sabljar. Pravijo tudi, da je Vidocq v roku šestih mesecev izzval 15 ljudi na dvoboj, dva od teh je celo ubil. Kljub temu, da ni bil ugleden vojak je preživel vsega štirinajst dni v zaporu. Med temi dvemi tedni pa je celo pomagal kolegu zaporniku pobegniti iz zapora.
Ko je Francija napovedala vojno Avstriji dne 20. aprila leta 1792, je Vidocq sodeloval v boji prve koalicije, vključno z bitko pri Valmy v septembru leta 1792. Dne 1. novembra istega leta, je napredoval v desetnika grenadierjev, vendar je v času njegove slovesne ceremonije izzval kolega podčastnika na dvoboj. Ta narednik je zavrnil dvoboj, za kar ga je Vidocq udaril. V tistem času je bil telesni napad na oficirja kaznovan s smrtjo, zato je Vidocq dezertiral v nižjo 11.Chasseur kjer je prikril svojo zgodovino. Dne 6. novembra leta 1792 se je boril pod vodstvom generala Dumouriez v bitki za Jemappes.
V aprilu leta 1793 je bil Vidocq identificiran kot dezerter, potem ko je sledil generalu v begu iz neuspešnega napada na sovražni tabor. Po nekaj tednih se je Vidocq vrnil v francoski tabor. Njegov chasseur-ški prijatelj je jamčil zanj, zato mu je bilo dovoljeno da se pridruži nazaj vojni enoti. Kmalu zatem je Vidocq odšel sam saj ni bil več dobrodošel mednje. Bil je star osemnajst let, ko se je vrnil v Arras. Kmalu zatem je pridobil nov ugled kot ženskar. Potem, ko je svoje potrebe večkrat končal z dvobojem je bil aretiran in zaprt v Baudets od 9. januarja 1794 do 21. januarja 1795. Dne 8.avgusta 1794, ko je komaj napolnil 19 let, se je Vidocq poročil z Anne Marie Louise Chevalier katera je zaigrala svojo nosečnost. Njun zakon ni bil srečen že od samega začetka in ko je Vidocq zvedel, da ga še njegova žena vara z Pierre Laurent Vallain, se je bil odločil spet pridružiti vojski. Svoje žene ni videl spet vse do njihove ločitve leta 1805.

### Leta popotovanj in zaporih
Vidocq ni za dolgo ostal v vojski. V jeseni leta 1794, je večino svojega časa preživel v Bruslju, ki je takrat veljal za postajališče lopovov vseh vrst. Tam je tudi sam opravljal nekaj umazanih poslov. Nekega dne je bil pripet s strani policije in kot dezerter ni imel veljavnih listin. Potem ko se je med identificiral kot Monsieur Rousseau iz Lillea je zbežal medtem ko so preverjali njegovo izjavo. Leta 1795 se je pridružil – še vedno pod vodstvom Rosseaua oddelku v Armee roulante ("leteča vojska"). Ta vojska je sestavljena iz »oficirjev« kateri niso imeli ne provizije niti svoje polke. Bili so plenilci, kateri so si kovali pot do činov in uniform, da bi se lahko izognili bojiščem. Vidocq je začel kot poročnik v Chasseurs vendar se je kmalu napredoval v kapitana hussarjev. V tej vlogi, se je srečal z bogato vdovo v Bruslju, katera se je zaljubila vanj. Sozarotnik od Vidocqa je prepričal vdovo, da je ta mlad plemič na begu zaradi francoske revolucije. Tip pred poroko ji je Vidocq priznal vse. Zatem je Vidocq zapustil mesto, ampak ne brez njenega velikodušnega denarnega darila.
Marca leta 1795 se je Vidocq preselil v Pariz, kjer je zapravil ves svoj denar na ohlapnih ženskah. Vrnil se je na sever in pridružil bohemskim ciganom katero je kasneje zapustil saj se je zaljubil v Francine Longuet. Ko ga je ta prevarala z vojakom, je Vidocq oba pretepel. Vojak ga je tožil, in v septembru leta 1795 je bil Vidocq obsojen na tri mesece zapora v Tour Saint-Pierre v Lillu.
Vidocq je kmalu že imel dvajset let in se je bil že dokaj navadil na življenje v zaporu. Spoprijateljil se je s skupino moških med katerimi je bil Sebastien Boitel kateri je bil obsojen na šest let zaradi kraje. Boitel je bil nenadoma izpušen ampak naslednji dan je lokalni inšpektor opazil, da je bila njegova pomilostitev ponarejena. Tu se začne največja polemika okrog Vidocqa. Slednji je vedno pravil, da je bil v tem primeru nedolžen. Trdil je da sta dva njegova kolega zapornika Grouard in Herbaux prosila za uporabo njegove celice (Vidocq je kot »vojak« imel pravico do uporabo lastne celice), da bi lahko napisala nekaj nepomembnega saj v skupnih prostorih naj bi bilo preglasno. Oba zapornika pa sta trdila da je Vidocq sam pomagal pri izdelavi listine in da je vse skupaj bila njegova ideja. Tako Vidocq ni bil še izpuščen po treh mesecih.
V naslednjih tedni je Vidocq večkrat uspel pobegniti s pomočjo Francine, vendar je vedno bil opažen in ujet. Po enem od svojih pobegov ga je Francine ujela z neko drugo žensko. Skrival se je pred njo, ko pa ga je policija zopet našla in aretirala je izvedel da je bila Francine najdena zabodena s številnimi vbodi hladnega orožja. Tako Vidocq ni bil obtožen je ponarejanja ampak tudi načrtovanega umora. Trajalo je nekaj časa preden je Francine priznala, da so bile rane delo njenih rok in tako je ovadba padla. Vidocq se je prenehal videvati in je prekinil vse stike z Francine potem ko je bila obsojena na šest mesecev zapora zaradi sodelovanja pri poskusih pobegov iz zapora.
Po dolgem odlašanju se je sojenje za njegovo ponarejanje dokumentov začelo. Dne 27. decembra leta 1796 sta bila Vidocq in drugi soudeleženec César Herbaux, spoznana za kriva in obsojena sta bila na osem let prisilnega dela.
V zaporu Bicetre je moral Vidocq več mesecev čakati za premestitev v Bagne v Brestu za garanje v kuhinjah. Kolega zapornik ga je medtem poučeval borilnih veščin imenovanih »savate«, katere so se kasneje zanj izkazale kot zelo koristne. Poskus pobega dne 3. oktober leta 1797 ni bil uspešen in preseljen je bil je ječo za osem dni. Končno 21. novembra je bil poslan v Bresto. Takoj, ko je prišel je imel veliko sreče. Dne 28. februarja leta 1798 je uspel pobegniti preoblečen v mornarja. Le nekaj dni kasneje je bil prijet zaradi pomanjkanja dokumentov, vendar ga policija ni prepoznala kot obsojenega zapornika. Zase je trdil, da je Auguste Duval in med preverjanjem njegove identitete je bil premeščen v zaporniško bolnišnico. Tam je ukradel nunino obleko in pobegnil v krinki. V mestu Cholet je našel službo kot dreser goveda in v tej vlogi prepotoval skozi Pariz, Arras, Bruselj, Ancer in končno Rotterdam kjer so ga aretirali nizozemci. Po kratki vlogi privatnikak je bil zopet aretiran in odpeljan v Douai kjer so ga prepoznali kot Vidocqa. Premeščen je bil v Bagne v Toulon kjer je prispel dne 29. avgusta leta 1799. Po neuspelem poskusu pobega je zopet poskusil zbežati 6. marca leta 1800 s pomočjo prostitutke.

### Preobrat (1800-1811)
Vidocq se je vrnil v Arras leta 1800. Njegov oče je preminil leta 1799, zato se je skril v hiši matere za skoraj šest mesecev preden je bil prepoznan in je bil prisiljen spet odditi. Predstavljal si je identiteto avstrijca in je vložil nekaj časa v razmerje z vdovo s katero se je preselil v Rouen leta 1802. Vidocq je zgradil svoj sloves na čelu dobrega poslovneža in se je končno varno počutil v svoji koži, da je lahko povabil svojo mati živeti z njim in vdovo. Kmalu zatem ga je lastna preteklost ulovila in je bil zopet aretiran in odpeljan v Louvres. Tam je bil obsojen na smrt v nenavzočnosti. S pomočjo lokalnega generala, podkupnino, je vložil pritožbo in čakal naslednjih pet mesecev na odgovor. Med tem časom je Louse Chevalier kontaktiral Vidocqa in ga obvestil o njegovi ločitvi. Ko je izgledalo da nebo nobene pomilostitve na njegovo pritožbo se je odločil zopet pobegniti. Dne 28. novembra leta 1805 je skočil skozi okno in v reko Scarpe. Naslednja štiri leta je bil spet mož na begu.
Nekaj časa je preživel v Parizu, kjer je bil priča usmrtitvi Cesarja Herbaux, moškega s katerim je začel svojo pot nepravde. Ta dogodek je sprožil ponovno ovrednotenje v Vidocqu. S svojo mati in žensko, ki jo je klical Annette v svojih spominih, se je večkrat preselil v letih, ki so sledila ampak ljudje so ga vedno prepoznali. Nekega dne je zoper poskušal postati zakoniti trgovec ampak ga je bivša žena našla in je terjala denar od njega in par bivših obsojencev je prisililo Vidocqa, da začne krasti dobrote za njih.
Dne 1.julija leta 1809 le nekaj dni pred svojih 34. rojstnim dnevom je bil Vidocq ponovno aretiran. Odločil se je da neha živeti na robu zakona in je ponudil svoje usluge kot informator policije. Njegova ponudba je bila sprejeta in dne 20. julija je bil obsojen na Bicetre, kjer je začel svoje delo kot notranji vohun. Dne 28. oktobra je nadaljeval svoje delo v zaporu La Force. Posredoval je informacije o notranjem ponarejevanju dokumentov prek Annette do šefa policije v Parizu, Jean Henryju.
Po 21 mesecih vohunjenja je Vidocq bil izpušen na podlagi priporočila Henryja. Da nebi vzbudil sumljivosti med drugimi zaporniki je bil izpust (25.marec 1811) organiziran tako, da je bilo videti vse skupaj kot pobeg. Še vedno Vidocq ni bil ravno svoboden saj je bil sedaj na voljo Henryju. Zato je moral nadaljevati z delom kot tajni agent za pariško policijo. Uporabil je svoje stike in svojo ugled kot kriminalec, da bi pridobil zaupanje zlobnežev. Preoblekel se je v pobeglega ubežnika in se potopil v kraje zločina, da bi se naučil nekaj o načrtovanih in storjenih zločinih. Sodeloval je tudi pri kaznivih dejanjih, da se je lahko nenadoma le obrnil in aretiral svoje partnerje pri delu. Ko so kriminalci kmalu začeli sumiti Vidocqa je s krinkami začel prevzemati druge identitete in nadaljeval svoje delo.

### Sûreté (1811–1832)
Ob koncu leta 1811 je Vidocq neformalno organiziral enoto v civilu imenovano brigade de la Sûreté (»Varnostna Brigada«). Policija je prepoznala vrednost teh agentov in kot uspeli preizkus jih je policija uradno priznala in pretvorila v enoto pod okriljem policije. Vidocq je bil imenovan za vodjo. Dne 17.december 1813 je Napoleon Bonaparte podpisal odlok, ki ga je vložila brigada državne varnostne policije. Od tega dne dalje se je imenovala Sûreté Nationale (»Državna Varnost«). Sûreté je sprva imela osem, nato dvanajst in leta 1823, kar 20 zaposlenih. Leto kasneje se je organizacija zoper razširila na kar 28 tajnih agentov. Poleg tega je bilo tudi osem ljudi, ki so na skrivaj delali za Sûreté, ki pa so namesto denarne plače prejemali dovoljenja za dostop do dvoran iger na srečo. Večina zaposlenih je bila bivših obtožencev tako kot Vidocq. Zapošljeval jih je tudi, kar sveže iz zapora; na primer, Coco Lacour, ki je kasneje postal njegov naslednik.
Vidocq je osebno usposabljal svoje agente, na primer, pri pravilni preobleki namenjeni za določeno delo. On je tudi osebno odšel na lov na teren za zločinci. Njegovi spomini so polni zgodb o tem kako je prelisičil lopove tako, da je bil oblečen v berača. Nekoč je tudi zaigral svojo smrt.
Med letom 1814 na začetku francoske revolucije, je Vidocq z Sûreté skušal nadzorovati razmere v Parizu. Aretiral je tudi tiste, ki so poskušali izkoristiti revolucionarno situacijo s tem, da so trdili da so aristokrati. V letu 1817 je imel za seboj kar 811 aretacij, vključno s tistimi 15 morilci. Do leta 1820 so njegove dejavnosti bistveno zmanjšale stopnjo kriminala v Parizu. Njegov letni dohodek je bil 5.000 frankov, delal pa je tudi kot zasebni vlagatelj za pristojbine. Govorice so bile tudi da je Vidocq organiziral kriminal, rope in potem jih tudi sam ustavil. Čeprav je bilo to zelo sumljivo in njegove tehnike so bile zelo podobne temu, naj to nebi bilo dejansko res. Kljub njegovemu položaju kot vodja policijskega organa je Vidocq ostal obsojeni kriminalec. Njegova obsodba glede ponarejanja dokumentov ni bilo nikoli v celoti zavrnjena, zato so tudi njegovi nadrejeni prejemali zahteve o izročitvi Vidocqa v zapor Douai, katere prošnje pa so le ignorirali. Končno je Comte Jules Anglès, vodja pariške policije odzval s peticijo in zahteval uradno pomilostitev Vidocqa, katero so prejeli 26. marca leta 1817 od kralja Ludvika XVIII.
V novembru leta 1820 se je Vidocq znova poročil tokrat z Jeanne-Victoire Guérin katere izvor je ostal neznan kar je vodilo do špekulacij. Pravijo, da naj bi živela v gospodinjstvu v 111 Rue de l'Hirondelle kjer so živeli tudi mati od Vidocqa in 27 letna Fleuride Albertine Maniez. Leta 1822 se je Vidocq spoprijateljil z avtorjem Honoré de Balzac kateri ga je uporabljal kot glavnega lika v svojih knjigah. Žena od Vidocqa, ki je bolevala skozi celotno razmerje je umrla junija leta 1824 v bolnišnici. Le šest tednov kasneje je umrla tudi njegova mati v starosti 83 let. Bila je pokopana z odliko in njen rekviem je bil izveden v katedrali Notre Dame.
Dogodki leta 1820 so močno vplivali na policijo. Po umoru Duc de Berrya v februarju leta 1820 je policijski direktor Anglès moral odstopiti, zamenjal pa ga je Jesuit Guy Delavau, ki je določal visoko vrednost glede religioznosti med njegove podrejene. Leta 1824 je Ludvik XVIII umrl. Njegov naslednik je bil Charles X, kateri je odstranil večino zaposlenih iz policije iz njihovih originalnih dejavnosti. Končno je tudi Vidocqov nadrejeni šef policije Henry odstopil. Nasledil ga je Parisot kateri je bil nemudoma zamenjan z ambicioznim in zelo formalnim Marc Duplessisom. Antipatičnost med Marcom in Vidocqom je bila velika. Velikokrat se je Marc pritoževal nad tem, da so agenti Vidocqa zapravljali preveč časa v bordelih in v barih slabih slovesov. Vidocq je ta dejanja opravičeval tako, da je dejal da je to le način pridobivanja notranjih informacij. Ta izjava je bila ignorirana. Ko je Vidocq prejel dva uradna opozorila je ta imel dovolj. Dne 20. junija leta 1827 je 52 letnik sam oddal svojo poročilo o odstopu.
Vidocq je bil zelo bogat človek po njegovem odstopu. Postal je podjetnik v Saint-Mande, ki je majhno mestece vzhodno od Pariza, kjer se je poročil s svojo sestrično Fleuride Maniez 28. januarja leta 1830, ko je tudi ustanovil tovarno papirja. Zapošljeval je pretežno odpuščene obsojence tako moške kot ženske. To je povzročilo nezaslišen škandal v družbi in je večkrat privedlo do sporov. Poleg tega, da stroji stanejo so pol-kvalificirani delavci potrebovali hrano in obleke. Stranke so odvrnile plačilo saj naj bi imelo podjetje navidezno cenejšo delovno silo. Podjetje se ni dolgo ohranilo in Vidocq je bankrotiral leta 1831. V kratkem obdobju, ko je bil oddaljen od Pariza sta mu morala Delavau in Duplessis odstopiti svoje prispevke in julijska revolucija je leta 1830 prisilila, da je Charles X odstopil. Ko je Vidocq podal nekaj koristnih nasvetov, ki so pomagali pri vlomu v Fontainebleau in aretaciji osmih moških je novi policijski šef Henri Gisquet spet imenoval Vidocqa kot vodjo Sûreté.
Kritike Vidocqa in njegove organizacije so rasle. Julijska monarhija je povzročila negotovosti v družbi pa še izbruh kolere je nastopil v letu 1832. Ena njenih žrtev je bila General Jean Maximilien Lamarque. Med njegovim pogrebom je izbruhnil upor v prestolnici "Citizen King" in Louis-Philippe I je bil v nevarnosti. Vidocqova skupina je upor zatrla z veliko resnostjo. Vsi policisti niso podpirali njegovih metod in rivalstva so se začela. Govorice so nastale, da je Vidocq sam organiziral vlome in krajo, ki so privedli do njegove vrnitve in da je tako želel pokazati svojo nujo. Eden od njegovih agentov je moral za dve leti v zapor zaradi teh govoric ampak dokazov za vlogo Vidocqa v tem primeru ni bilo. Vse več zagovornikov je trdilo da Vidocq in njegovi zastopniki niso bili verodostojni kot očividci saj je večina od njih imela kriminalno preteklost. Položaj Vidocqa je bil nevzdržen in 15. novembra leta 1832 je ponovno odstopil z izgovorom, da je njegova žena bolna.
Na isti dan je Sûreté bila razveljavljena, nato pa spet veljavna, ki je zahtevala agente brez kriminalnih dosjejev in brez minimalne kriminalne obtožbe. Vidocqov naslednik je bil Pierre Allard.

### Le bureau des renseignements (1833–1848)
Leta 1833 je Vidocq ustanovil »Urad
za informiranje« (Le bureau des renseignements), ki je bila družba mešanice
detektivske agencije in zasebne policije. Šteje za prvo detektivsko agencijo
sploh. Zopet je Vidocq najel večinoma bivše obsojence.
Njegovo moštvo je bilo prvotno
sestavljeno iz enajstih detektivov, dveh uradnikov in enim tajnikom. Od leta
1837 se je Vidocq nenehno prepiral z uradno policijo zaradi njegovimi dejavnost
in vprašljivimi odnosi z različnimi vladnimi agencijami, kot so vojno
ministrstvo. Dne 28. novembra leta 1837 je policija izvedla preiskavo in
zasegla nekaj čez 3.500 datotek in dokumentov. Nekaj dni kasneje je bil Vidocq
aretiran in je preživel božič in novo leto v zaporu. Bil je obtožen treh
kaznivih dejanj in sicer pridobitev denarja s prevaro, korupcijo javnih
uslužbencev in prednapetostjo javnih funkcij. V februarju leta 1838, ko so
pričale številne priče je sodnik se odločil odložiti vse tri obtožbe. Vidocq je
bil spet svoboden.
Vidocq je kmalu postal tema in
literatura javnih razprav. Balzac je napisal več romanov in gledaliških
predstav po vzoru življenja Vidocqa.
Agencija je cvetela, vendar si je
Vidocq še naprej tvoril sovražnike, nekateri so bili zelo mogočni. 17. avgusta
leta 1842, v imenu policijskega šefa Gabriela Delesserta je 75 policistov vdrlo
v njegovo policijsko postajo in aretiralo njega in nekaj njegovih agentov.
Tokrat se je zdel primer dokaj jasen. V preiskavi so izvedli nelegalen arest in
je zahteval menico v zameno za ponarejen denar od aretiranega prevaranta. V
naslednjih nekaj mesescih je 67 letni Vidocq bil pridržan v zaporu
Conciergerie. 3. maja 1843 se je začelo sojenje pred sodnikom Michael
Barbou-jem, dobrim prijateljem z Delessertom. Med sojenjem je Vidocq moral
pričati o mnogih primerih, med katerimi je bil, ugrabitev žensk, katere je
dostavljal samostanom proti njihovi volji. Prav tako so bile pregledane
aktivnosti njegovih dejavnosti kot posojilodajalca in prednosti, ki jih je bil
deležen pri tem delu.
Končno je bil obsojen na pet let
zapora in z denarno kaznijo 3.000 frankov. Vidocq se je nemudoma pritožil in z
mnogimi prijatelji kot so Gabriel de Berny in državni tožilec Franck-Carre, je
dobil novo sojenje, tokrat z glavnim sodnikom vrhovnega sodišča. Zaslišanje dne
22. julija leta 1843 je le v nekaj minutah sojenja Vidocq spet bil prost po 11
mesecih v zaporu.
Škoda je na žalost bila že
storjena. Tožba je bila zelo draga in njegov sloves je bil pokopan. Posel je
zelo upadal na agenciji. Poleg tega je Delessert želel ignati Vidocqa iz mesta,
ker je bil bivši obsojenec. Čeprav mu to ni uspelo se je Vidocq odločil prodati
agencijo, ampak ni našel usposobljenega in dovolj uglednega kupca. 
V naslednjih letih je Vidocq
objavil več manjših knjig v katerih je upodobil svoje življenje, da bi
neposredno ovrgel govorice, ki so ga obkrožale. Leta 1844 je predstavil svoj
esej o zaporih, kaznilnicah in smrtnih kaznih. Na jutro dne 22. septembra leta
1847 je njegova žena po 17 letih zakona umrla. Vidocq se več ni nikoli poročil,
imel pa je še nekaj več intimnih partneric.
Leta 1848 je februarska
revolucija povzročila odstop kralja Ludvika. Druga republika je bila razglašena
z Alphonse de Lamartine na čelu prehodne vlade. Čeprau je Vidocq vedno bil
ponosen na svoj sprejem v kraljevem dvoru se je odločil ponuditi svoje usluge
novi vladi. Njegova naloga je bila nadzor nad političnimi nasprotniki, kot so
Louis-Napoleon Bonaparte, nečak Napoleona I. Medtem pa se je nova vlada
potopila v kaos in nasilje. Na predsedniških volitvah 10. decembra leta 1848 je
Lamartine prejel manj kot 8.000 glasov. Vidocq se je kot sam predstavil, kot
kandidat za 2.okrožje ampak je prejel le en sam glas. Jasen zmagovalec je bil
Napoleonov nečak, ki ponudbe uslug Vidocqa ni sprejel.
===Zadnja leta (1849–1857)===
Leta 1849 je moral Vidocq še
zadnjič v zapor, ker je bil obtožen goljufije. Obtožbe so bile zavržene na
koncu. Na koncu se je umaknil bolj v zasebno življenje in je vsake tolko
sprejel še kakšne manjše primere. V zadnjih letih svojega življenja je utrpel
hude bolečine v desni roki, katero je zlomil in se ni pravilno zacelila. Prav
tako je nespametno vlagal v naložbe, kar ga je stalo velikega dela svojega
premoženja, zato je moral živeti prilagojen standardu. Avgusta leta 1854 je
kljub pesimistični izjavi svojega zdravnika preživel izbruh kolere. V aprilu
leta 1857 se je njegovo stanje poslabšalo do te mere, ki je več ni mogel
prenašati. 11 maja leta 1857 je Vidocq pri starosti 81 let umrl v svojem domu v navzočnosti svojega zdravnika, odvetnika in duhovnika. 

### Kriminalna zapuščina
Vidocq je po mnenju zgodovinarjev
»oče« modrne kriminologije. Njegovi pristopi so bili novi in zelo edinstveni za
svoj čas. Pohvali se lahko z uvedbo delom pod krinko, balistiko, kriminologije
in sistemom vodenja evidenc za kazensko preiskavo. Naredil je tudi prvi mavčni
odtis stopinj od čevlja. Ustvaril je tudi neizbrisno črnilo in nestrgljiv papir
v svojem tiskarskem podjetju. Njegova oblika antropometrije je še vedno delno uporabljena
v francoski policiji. Pravijo tudi, da je bil človekoljub in da ljudi kateri so
kradli, zaradi revščine ni nikoli prijavil. Njegovo delo ni bilo priznano v
Franciji zelo dolgo časa zaradi njegove kriminalne preteklosti. V septembru
1905 so bila objavljena slikarska dela vseh bivših vodij Sûreté Nationale.
Vendar pa je prva slika iz serije vodij pokazala Pierre Allarda, ki pa je bil
od Vidocqa naslednik. Časopis  L'Exclusive
je začel debato o tej opustitvi podatkov. Odgovor je glasil, da Vidocq nikoli
ni bil šef oziroma vodja Sûreté.
1. 1 2 3 4  Record #118768360 // Gemeinsame Normdatei — 2012—2016.
2. ↑  Babelio — 2007.
3. ↑  SNAC — 2010.